# Навбахор (футбольний клуб)
Футбольний клуб Навбахор (Наманган) або просто «Навбахор» (узб. Navbahor) — узбецький професіональний футбольний клуб з міста Наманган.

## Колишні назви
- 1974—80 — Текстильник;
- 1980–83 — Навбахор;
- 1983–87 — Автомобіліст;
- 1988– Навбахор

## Історія

Старий логотип клубу

Футбольний клуб «Навбахор» було засновано в 1974 році під назвою «Текстильник», з моменту свого заснування клуб почав виступати у Першій лізі Чемпіонату Туркменської РСР з футболу. У 1978—1980 роках команда називалася «Текстильник», в 1984—1987 — «Автомобіліст».
У першості СРСР з 1978 до 1990 року виступав у другій лізі, найкраще досягнення — друге місце в 1989 і 1990 роках. У 1991 році команда зайняла 9 місце в першій лізі.
З 1992 року виступає у вищій лізі чемпіонату Узбекистану. Разом з Пахтакором та Нефтчі входить до числа футбольних клубів, які у кожному сезоні грали у вищому дивізіоні національного чемпіонату. В 1996 році команда перемогла в національному чемпіонаті, а в 1993—1995 роках тричі поспіль ставала бронзовим призером національного чемпіонату. А в 199 році клуб переміг в національному Суперкубку. В останні роки команда не займала призові місця. Остання бронза відноситься до 2004 року. Найгіршим результатом клубу є 14-те місце, яка команда посіла за підсумками сезону 2009 року. Однією з причин невдалих виступів клубу відзначається відсутність селекційної роботи в клубі, недооцінка резерву, який формується у стінах спортивних шкіл Наманганскої області. За минулі 19 років командою керував 21 головний тренер.

## Стадіон
Домашній стадіон клубу «Марказій» спочатку міг вмістити 35 000 уболівальників. Стадіон було збудовано в 1989 році і за кількістю сидячих місць він є одним з найбільших в країні. У 2011 році клуб оголосив про свій намір відремонтувати стадіон і він був закритий на довгий час для реконструкції. Ремонтні роботи були завершені навесні 2014 року. Урочисте відкриття повністю оновленого місцевого стадіону відбулося 29 травня 2014 року під час церемонії відкриття щорічних спортивних ігор «Баркамол авлод-2014». Відновлений стадіон відтепер вміщує 22 000 уболівальників.
В 2012 — 14 роках свої домашні матчі клуб проводив на стадіоні «Консонсой». Перший офіційний матч на оновленому стадіоні відбувся 14 липня 2014 року в рамках національного чемпіонату Навбахор-Алмалик, який господарі програли з рахунком 1:3.

## Статистика виступів у чемпіонаті
| Рік  | Див. | Міс. | Кубок      | Найкращий бомбардир (чемп.) |
| 1992 | ЧУз  | 5-те | Переможець | Рустам Забіров – 15         |
| 1993 | ЧУз  | 3    | 2          | Фарід Хабібуллін – 13       |
| 1994 | ЧУз  | 3    | 1/2        |                             |
| 1995 | ЧУз  | 3    | Переможець |                             |
| 1996 | ЧУз  | 1    | 1/4        | Олег Шацьких – 23           |
| 1997 | ЧУз  | 3    | 1/2        |                             |
| 1998 | ЧУз  | 3    | Переможець |                             |
| 1999 | ЧУз  | 3    |            |                             |
| 2000 | ЧУз  | 5    | 1/4        |                             |
| 2001 | ЧУз  | 4    | Р16        | Шухрат Міхолдіршоєв – 23    |
| 2002 | ЧУз  | 6    | Р32        |                             |
| 2003 | ЧУз  | 3    | 1/2        | Шухрат Міхолдіршоєв – 26    |

| Рік  | Див. | Міс. | Кубок | Найкращий бомбардир (чемп.) |
| 2004 | ЧУз  | 3    | R32   | Шухрат Міхолдіршоєв – 31    |
| 2005 | ЧУз  | 6    | 1/2   | Шухрат Міхолдіршоєв – 20    |
| 2006 | ЧУз  | 7    | R16   | Аріф Мірзоєв – 18           |
| 2007 | ЧУз  | 8    | Р16   | Володимир Баранов – 12      |
| 2008 | ЧУз  | 13   | Р16   | Шухрат Міхолдіршоєв – 13    |
| 2009 | ЧУз  | 14   | Р16   |                             |
| 2010 | ЧУз  | 9    | Р16   | Шухрат Міхолдіршоєв – 11    |
| 2011 | ЧУз  | 6    | Р16   | Рузімбой Ахмедов – 5        |
| 2012 | ЧУз  | 12   | Р16   | Собір Хамідов – 5           |
| 2013 | ЧУз  | 11   | Р16   | Рузімбой Ахмедов – 11       |
| 2014 | ЧУз  | 7    | 1/4   | Шахбоз Еркінов- 14          |
| 2015 | ЧУз  | 8    | Р16   | Шахбоз Еркінов- 13          |

## Досягнення
Чемпіонат Узбекистану:
- Чемпіон (1): 1996.
- Срібний призер (1): 2022
- Бронзовий призер (10): 1993, 1994, 1995, 1997, 1998, 1999, 2003, 2004, 2018, 2023

 Кубок Узбекистану:
- Переможець (3): 1992, 1995, 1998

 Суперкубок Узбекистану:
- Переможець (1): 1999

## Статистика виступів на континентальних турнірах
- Ліга чемпіонів АФК: 1 виступ

1998: Груповий етап
- Кубок володарів кубків Азії: 2 виступи

1996–97: Другий раунд
1999–00: 4-те місце

## Відомі гравці
- Сефер Алібаєв
- Сергій Андреєв
- Сергій Арсланов
- Мустафа Байрамов
- Дмитро Башкевич
- Олег Бєляков
- Рашит Габуров
- Геннадій Денисов
- Анвар Жаббаров
- Рустам Забіров
- Олег Латишкин
- Фархат Магомедов
- Едуард Момотов
- Зафар Мусабаєв
- Олег Шацьких
- Денис Гринюк
- Ельшан Гамбаров
- Дмитро Батинков
- Дмитро Бистров
- В'ячеслав Клочков
- Валерій Шушляков
- Енвер Бареєв
- Жафар Ірісметов
- Денис Романенко
- Максим Бєлих
- Микола Риндюк
- Владислав Павленко
- Олександр Пищур

## Тренери клубу
- С. А. Доценко (?-1984)
- Павло Кім (1985—1987, до липня)
- Петро Болдирєв (1987, із липня)
- Геннадій Неделькін (1988—1989, по червень)
- Валерій Гладілін (1989, із липня)
- Ігор Волчок (1990—1991; 2003)
- Берадор Абдураїмов (1992; 1995)
- Б.Бабаєв (1993, 1-ше коло)
- Усман Аскаралієв (1993, 2-ге коло; 2011)
- Шаріф Назаров (1994—1995)
- Віктор Джалілов (1995—1998)
- Рахім Курбанмамедов (2005)
- Рустам Забіров (2005—2008)
- Елдор Сакаєв (2008)
- Бахтіяр Ашурматов (2014 — т.ч.)